# Gradmessungskommission

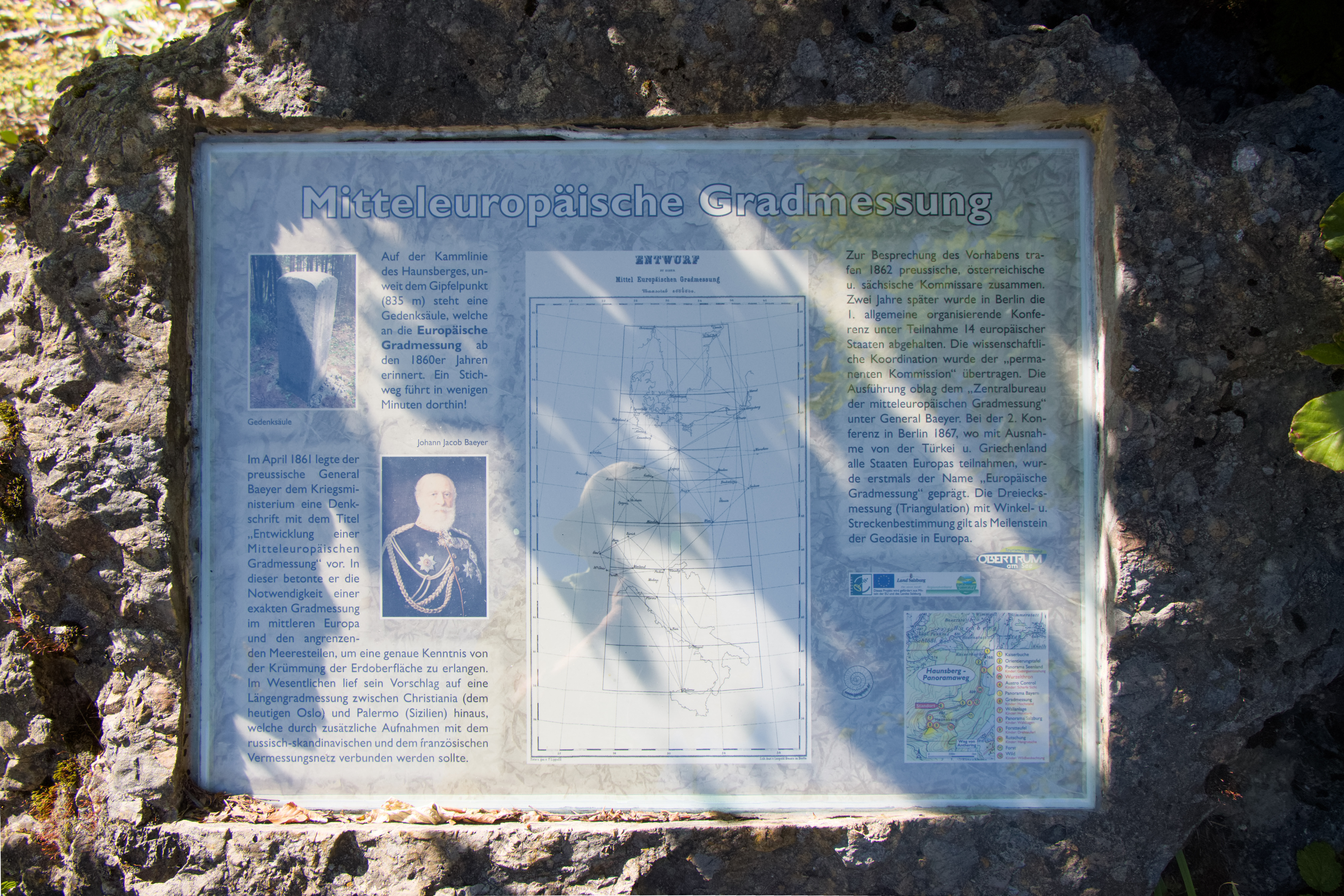
Infotafel auf dem Haunsberg bei Salzburg

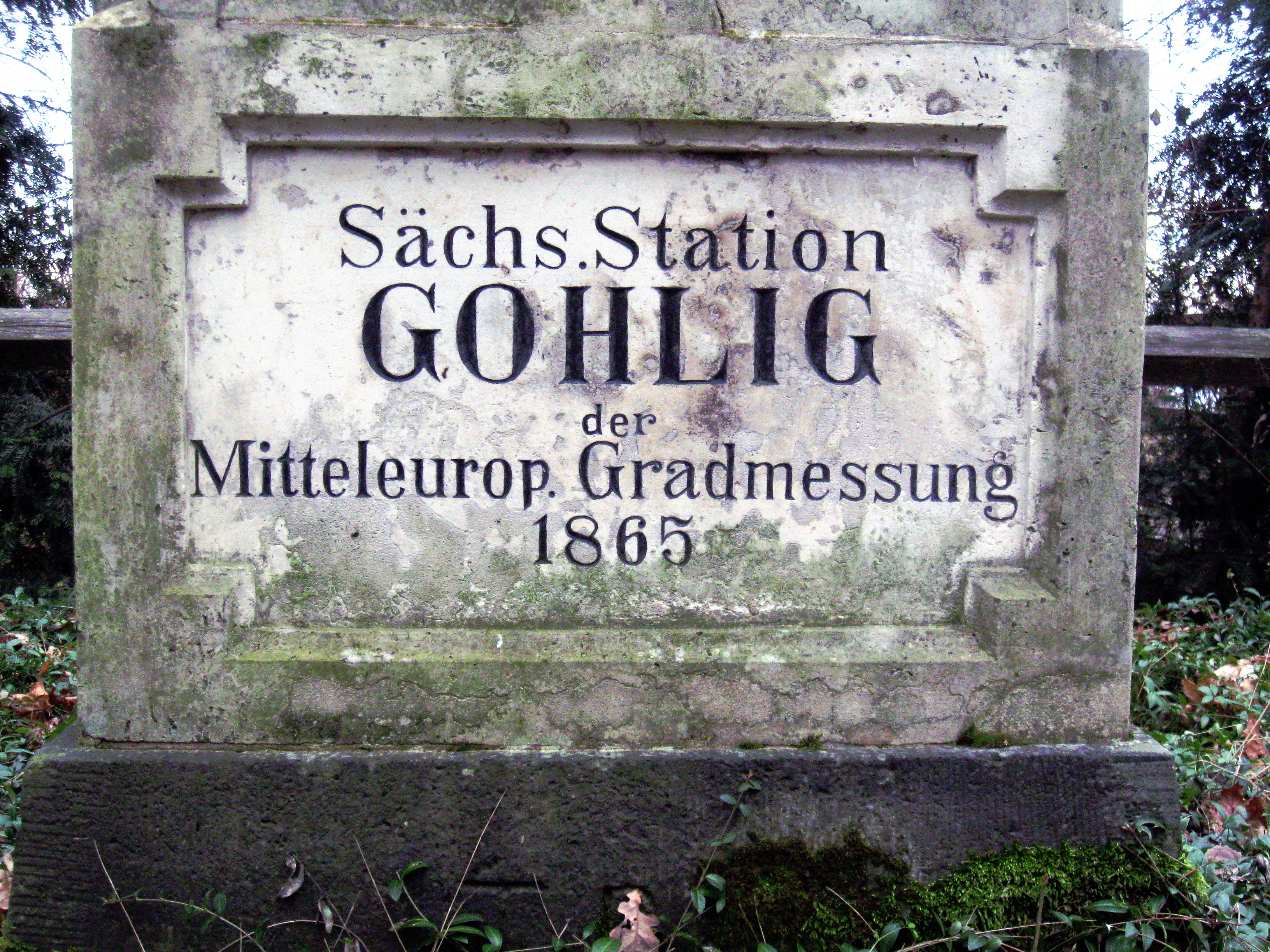
Sächs. Station Gohlig der Mitteleurop. Gradmessung 1865

Als Gradmessungskommission wurden geodätische Spezialstudiengruppen bezeichnet, die ab 1863 auf Initiative Österreichs in mehreren Staaten Mitteleuropas gegründet wurden, um der steigenden Bedeutung der wissenschaftlichen Erdmessung gerecht zu werden. Der Name leitet sich von den Methoden der Gradmessung ab, mit denen ab etwa 1800 die genaue Erdfigur und bestanschließende Ellipsoide für die im Aufschwung befindlichen Landesvermessungen bestimmt wurden.
Als erste derartige Kommission wurde 1863 in Wien die Österreichische Gradmessungskommission gegründet; federführend waren das  Militärgeografische Institut und Geodäsie-Professoren der 1815 gegründeten  Technischen Hochschule Wien. Um 1865 folgten die Mitteleuropäische Gradmessungskommission, in der vor allem Österreich und Deutschland unter August von Fligely und Johann Jacob Baeyer ihre Forschungsprojekte für Höhere Geodäsie zu koordinieren suchten, sowie um 1870 die Bayerische Gradmessungskommission. Ab 1870 entstanden auf Initiative von Friedrich Robert Helmert weitere Kommissionen in Preußen, in Württemberg und teilweise den Rheinlanden.
Die Österreichische Gradmessungskommission erhielt in der Zwischenkriegszeit den Namen Österreichische Kommission für die internationale Erdmessung (ÖKIE) und wurde um 1995 in Österreichische Geodätische Kommission (ÖGK) umbenannt, während die deutschen Kommissionen in der Deutschen Geodätischen Kommission (DGK) bei der Bayerischen Akademie der Wissenschaften zusammengefasst wurden.
Die Mitteleuropäische Gradmessungskommission wurde hingegen zur Stammzelle der späteren International Association of Geodesy (IAG), die ihrerseits wesentlich zur Gründung des geowissenschaftlichen Dachverbandes der IUGG beitrug.